# Чургау (Муреш)
Чургау (рум. Ciurgău) насеље је у Румунији у округу Муреш. Oпштина се налази на надморској висини од 363 m.

## Становништво
Према подацима из 2002. године у насељу је живело 90 становника.

### Попис2002.
| Расподела становништва по националности 2002.‍ | Расподела становништва по националности 2002.‍ | Расподела становништва по националности 2002.‍ | Расподела становништва по националности 2002.‍ | Расподела становништва по националности 2002.‍ |
| --------------------------------------------- | --------------------------------------------- | --------------------------------------------- | --------------------------------------------- | --------------------------------------------- |
|                                               |                                               |                                               |                                               |                                               |
| Румуни                                        | Румуни                                        |                                               | 20                                            | 22,2%                                         |
| Мађари                                        | Мађари                                        |                                               | 52                                            | 57,8%                                         |
| Роми                                          | Роми                                          |                                               | 18                                            | 20,0%                                         |